# Miranda Jakiša
Miranda Jakiša (* 1972 in Stockach) ist eine deutsche Slawistin, Literatur- und Kulturwissenschaftlerin. Sie ist Professorin an der Universität Wien.

## Leben
Jakiša studierte Slawistik, Politikwissenschaft und Anglistik an der Universität Konstanz und an der University of Strathclyde. Sie wurde an der Universität Tübingen  mit einer Arbeit zu „Bosnientexten“ promoviert. Von 2006 bis 2008 war sie am Leibniz-Zentrum für Literatur- und Kulturforschung in Berlin tätig. 2008 folgte die Berufung als Juniorprofessorin für Süd- und Ostslawische Literaturen an die Humboldt-Universität zu Berlin, wo Jakiša bis 2019 lehrte. Seit 2019 ist sie Universitätsprofessorin für Südslawische Literatur- und Kulturwissenschaft am Institut für Slawistik der Universität Wien.
Miranda Jakiša hatte Fellowships an der Princeton University, am Forschungszentrum der Slowenischen Akademie der Wissenschaften und Künste (ZRC SAZU), am Imre Kertész Kolleg Jena und am Aleksanteri Institut Universität Helsinki inne. Von 2008 bis 2018 war sie Vorstandsmitglied des Verbands der deutschen Slavistik. Seit 7. Mai 2022 ist sie Obfrau der Österreichischen Gesellschaft für Slawistik.
Miranda Jakiša forscht zu südslawischen Literaturen und Kulturen mit besonderem Fokus auf die jugoslawischen Partisanen sowie auf Kulturen der gastarbajt.

## Publikationen
- Bosnientexte. Ivo Andrić, Meša Selimović, Dževad Karahasan. Peter Lang, Frankfurt a. M. 2009.
- zusammen mit Andreas Pflitsch (Hrsg.): Jugoslawien – Libanon. Verhandlungen von Zugehörigkeit in den Künsten fragmentierter Kulturen. Kadmos Verlag, Berlin 2012.
- zusammen mit Nikica Gilić (Hrsg.): Partisans in Yugoslavia. Literature, Film and Visual Culture. transcript Verlag, Bielefeld 2015.
- zusammen mit Katharina Tyran (Hrsg.): Südslawisches Wien. Zur Sichtbarkeit und Präsenz südslawischer Sprachen und Kulturen im Wien der Gegenwart. Böhlau, Wien 2022.
- zusammen mit Schamma Schahadat (Hrsg.): Migration und Translation. Texte, Theorien, Figuren. Festschrift für Renate Lachmann. WSA 93, München 2024.